# ديريك أتكينز
ديريك أتكينز (بالإنجليزية: Derek Atkins)‏ هو لاعب كرة قدم بريطاني، ولد في 8 أبريل 1961 في غلاسكو في المملكة المتحدة. لعب مع نادي إيست فيف.